# آکوارا
آکوارا (به ایتالیایی: Aquara) یک کومونه در ایتالیا است که در استان سالرنو واقع شده‌است.

## خصوصیات
آکوارا ۳۲ کیلومترمربع مساحت و ۱٬۵۵۰ نفر جمعیت دارد و ۵۰۰ متر بالاتر از سطح دریا واقع شده‌است.

## نگارخانه

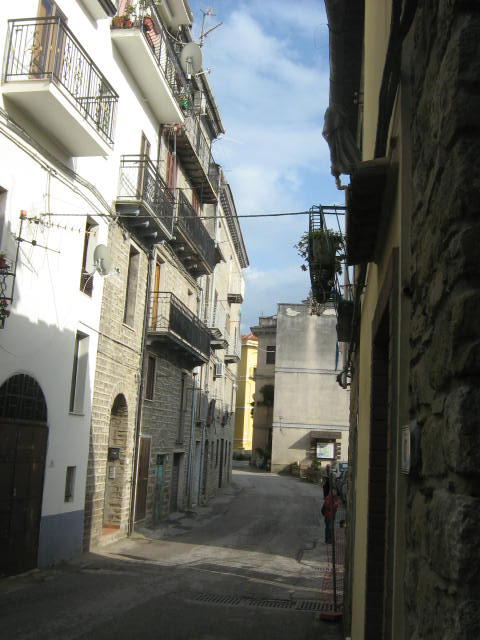
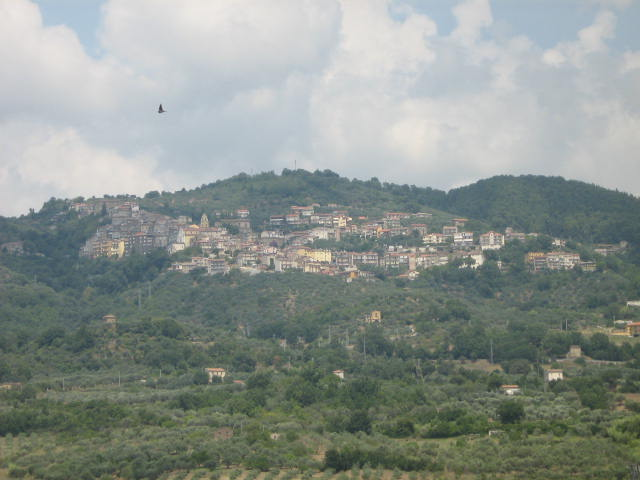
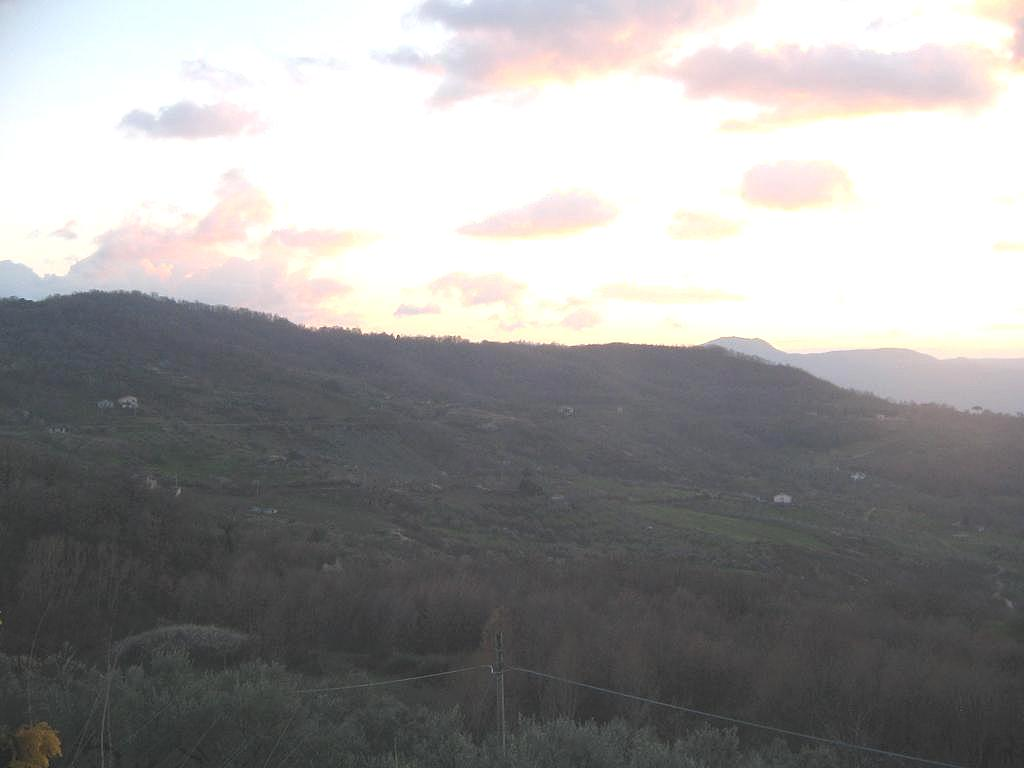